# Ignacy Falk
Ignacy Falk (ur. 3 lutego 1894 w Warszawie, zm. ?) – polski polityk związany w okresie dwudziestolecia międzywojennego i po wojnie z żydowską partią socjalistyczną Bund. 

## Życiorys
Syn Izaaka i Rucheli z domu Blumental. Ukończył dwa kursy szkoły technicznej Wawelberga. W czasie II wojny światowej przebywał w getcie warszawskim. Zatrzymany przez Niemców podczas wielkiej akcji deportacyjnej we wrześniu 1942, trafił na Umschlagplatz i został wysłany do obozu zagłady w Treblince, do którego nie dotarł, uciekając w drodze z pociągu. 
Po powrocie do getta, uczestniczył w 1943 roku w powstaniu, a po jego upadku ukrywał się w bunkrze przy ulicy Wałowej 2, skąd Niemcy ponownie odstawili go na Umschlagplatz. Wywieziony do obozu pracy w Budzyniu. W sierpniu 1944 został przeniesiony do obozu w Płaszowie. Zatrudniono go przy wykopywaniu i paleniu zwłok Żydów wymordowanych w tym obozie. W październiku 1944 został przeniesiony do obozu w Gross-Rosen. Stąd po kilku dniach odesłano go w grupie 700 mężczyzn do obozu w Brunnlitz w Sudetach, stąd 10 maja 1945 uwolniła ich Armia Czerwona.
Członek prezydium Centralnego Komitetu Żydów Polskich (CKŻP) z ramienia Bundu. Od stycznia do 14 września 1945 kierownik Wydziału Repatriacji CKŻP, delegat CKŻP podczas wizytowania komitetów na Kielecczyźnie. Po wojnie jeden z czołowych polityków Bundu. W kwietniu 1947 odbyły się kolejne wybory do władz Warszawskiego Komitetu Bundu, Ignacy Falk ponownie został wybrany (otrzymał 40 głosów).